# Il terrore della maschera rossa
Il terrore della maschera rossa è un film del 1959 diretto da Luigi Capuano.

## Trama
Italia, XVI secolo. Marco, un soldato di ventura e due suoi fidi compagni, rimasti senza lavoro, capitano nel feudo di Roccarosa governato da Astolfo, un tiranno violento e spietato. Fino a quel momento l'unico a combatterlo è stato un misterioso e valoroso cavaliere dalla maschera rossa. Marco e i suoi due amici mettono le loro armi al servizio del feudatario, ma ben presto si ricrederanno sul suo conto. Conoscono inoltre Karima, una zingara ambiziosa che non ha esitato a uccidere il suo fidanzato per poter vivere vicino ad Astolfo dividendo con lui il potere e Jolanda, la dolce e malinconica nipote del tiranno. Dopo una lunga serie di duelli, la giustizia trionferà e si scoprirà anche la vera identità del cavaliere mascherato.

## Produzione
L'organizzatore generale è Jacopo Comin, mentre il coreografo è Tito LeDuc.

## Distribuzione
Il film, girato negli studi Incir De Paolis, venne iscritto al Pubblico registro cinematografico con il n. 2.198. Presentato alla Commissione di revisione cinematografica il 18 gennaio 1960, ottiene il visto censura n. 31.122 del 23 gennaio 1960, con una lunghezza di 2.480 metri.
Il film venne distribuito nel circuito cinematografico italiano il 23 gennaio del 1960.
Venne proiettato anche in Germania con il titolo Der geheimnisder roten marke.

## Accoglienza

### Incassi
L'incasso fu di 399.000.000 di lire dell'epoca.